# 汤光文
汤光文，华裔生物学教授。
早年毕业于南京大学，后进入美国罗格斯大学，获博士学位。担任塔夫茨大学类胡萝卜素和健康研究所（Carotenoids and Health Laboratory）主任。她也是2012年黄金大米事件的试验项目的美方负责人，这个项目经绿色和平组织曝光，其涉及隐瞒家长与学生而进行转基因大米儿童人体试验而臭名昭著。而她也被迫撤出《美国临床营养学杂志》论文《b-Carotene in Golden Rice is as good as b-carotene in oil at providingvitamin A to children》。